# (4649) Sumoto
(4649) Sumoto (1936 YD) – planetoida z pasa głównego asteroid okrążająca Słońce w ciągu 4,55 lat w średniej odległości 2,74 j.a. Odkryta 20 grudnia 1936 roku.